# A Sound of Thunder (film)
A Sound of Thunder is een Amerikaanse sciencefictionfilm uit 2005, geregisseerd door Peter Hyams. De hoofdrollen worden vertolkt door Edward Burns, Ben Kingsley, Catherine McCormack.
De film is gebaseerd op het gelijknamige kortverhaal van Ray Bradbury, over een tijdreiziger die door een kleine verandering in het verleden het heden onherkenbaar verandert.

## Verhaal
In de nabije toekomst heeft de mens de technologie voor tijdreizen ontwikkeld. Dit wordt echter als een zeer gevaarlijk proces beschouwd daar een kleine verandering in het verleden een sneeuwbaleffect kan veroorzaken, waardoor het heden sterk kan veranderen.
Zakenman Charles Hatton organiseert voor rijke jagers zogenaamde tijdsafari’s naar de prehistorie, waar men op dinosauriërs kan jagen. Er zijn op deze safari’s een aantal veiligheidsregels van kracht die moeten voorkomen dat het verleden veranderd wordt; jagers moeten te allen tijde op een speciaal pad dat boven de grond zweeft blijven, mogen alleen dieren doden die anders rond dezelfde tijd op een andere manier gestorven zouden zijn, ze mogen niets achterlaten in het verleden, en niets mee terugnemen. De expedities worden geleid door wetenschapper Travis Ryer.
Tijdens een expeditie gaat er toch iets fout. De groep jagers heeft het voorzien op een allosaurus, maar door een fout in het veiligheidsmechanisme van hun geweren weigeren deze dienst. De twee jagers rennen in paniek weg terwijl Ryer en de gidsen proberen de dinosaurus alsnog te doden. Dit lukt en de groep keert terug naar het heden. Geen van hen merkt echter op dat een van de jagers per ongeluk een stap buiten het pad heeft gezet.
De misstap heeft vergaande gevolgen; langzaam bij beetje begint de wereld in het heden steeds meer te veranderen. Het begint met klimaatsveranderingen. Daarna duiken opeens nieuwe plant- en insectensoorten op. Ryer beseft dat het verleden veranderd moet zijn en gaat samen met Sonia Rand, een van de wetenschappers die de tijdreistechnologie heeft helpen ontwikkelen, op onderzoek uit naar de oorzaak. Rand verklaart dat de verandering in het verleden het heden in etappes zal veranderen; eerst verandert het klimaat en landschap, dan de vegetatie, de kleinere diersoorten, de grotere diersoorten en ten slotte de mens. Naarmate de film vordert komen de protagonisten dan ook oog in oog te staan met voor hen vreemde planten en dieren, zoals kruisingen tussen zoogdieren en dinosauriërs.
Tijdens hun onderzoek ontdekken Rand en Ryer dat het zogenaamde biofilter, een schild dat moet voorkomen dat jagers toch een organisme mee terugnemen uit het verleden, niet aanstond tijdens de laatste safari om kosten te besparen. Ze sporen vervolgens de jager die het pad verliet tijdens deze safari op, en ontdekken onder zijn schoen een doodgetrapte vlinder. Dat is de verandering die dit alles teweegbrengt.
In een laatste poging alles ongedaan te maken, stuurt Rand Ryer terug naar het exacte moment waarop de jager de fout inging. Ryer voorkomt dat hij de vlinder doodt en herstelt zo de tijdlijn. Daarna verdwijnt hij in het niets omdat de tijdlijn waar hij uit komt niet langer bestaat. Hij kan nog wel zijn nichtje, Jenny, inlichten over wat er gebeurd is. Zij besluit om samen met  Rand en Ryer  te proberen de tijdsafari’s te verbieden.

## Rolverdeling
- Edward Burns: Travis Ryer
- Catherine McCormack: Sonia Rand
- Ben Kingsley: Charles Hatton
- Jemima Rooper: Jenny Krase
- David Oyelowo: Payne
- Wilfried Hochholdinger: Dr. Lucas
- August Zirner: Clay Derris
- Corey Johnson: Christian Middleton
- Heike Makatsch: Jarred Price

## Achtergrond
A Sound of Thunder zou eigenlijk in 2002 uitkomen, maar de productie werd vertraagd door de overstroming in Praag, waar de productie plaatsvond. Ook financiële problemen hinderden de film, waaronder het faillissement van de oorspronkelijke producers.
De film ging in première op het Filmfestival van Cannes. Reacties van critici waren ronduit negatief. Op Rotten Tomatoes gaven 81 van de 88 recensenten de film een negatieve beoordeling. Vooral de special effects, wetenschappelijke fouten en Ben Kingsleys haar waren onderwerp van kritiek.
De film slaagde er niet in zijn budget van 80 miljoen dollar terug te verdienen; de totale opbrengst bleef steken op $11.665.465.